# Висои (Беранци)
Висои или Църквище (на македонска литературна норма: Висои, Църквиште) е археологически обект, малки надгробни могили (тумули) от Желязната епоха край битолското село Беранци, Северна Македония.

## Местоположение
Намира се на 17 km от Битоля и на около 300 m от лявата страна на стария път Битоля – Прилеп, на кръстопътя между селата Църнобуки, Могила и Беранци.

## Описание
В 1954 година тук са открити три могили, разположени в една посока и на разстояние 300 – 500 m една от друга. При земеделски работи на най-голямата могила са разкрити гробове с каменни плочи, поради което през същата година са извършени защитни разкопки. Открити са 47 гроба с каменни плочи – тип цистови, радиално разпределени, оградени със сухозидан каменен пръстен и централен гроб в средата, който е хронологично по-стар. Находките се съхраняват в Института и музей в Битоля.
На 24 май 1954 година обектът Църквище (Висои) е обявен за паметник на културата.